# Moses Aliwa
Moses Aliwa (Kapchorwa, 2 april 1986) is een Oegandees atleet, die zich heeft toegelegd op de lange afstanden.
Aliwa werd achtste in 2004 op de WK veldlopen voor junioren. Bij de wereldkampioenschappen veldlopen in 2007 eindigde hij twintigste, waarbij het team van Oeganda, de bronzen medaille won.

## Persoonlijke records
| Onderdeel      | Prestatie | Datum          | Plaats   |
| -------------- | --------- | -------------- | -------- |
| 5000 m         | 14.26,72  | 30 mei 2004    | Kampala  |
| 10.000 m       | 28.38,3   | 10 mei 2008    | Rome     |
| 10 km          | 28.14     | 4 oktober 2008 | Rovereto |
| halve marathon | 1:02.50   | 31 mei 2009    | Jinja    |

## Palmares

### halve marathon
- 2009: 27e WK in Birmingham - 1:03.06

### veldlopen
- 2004: 8e WK junioren - 25.08
- 2005: 28e WK junioren - 25.21
- 2006: 44e WK (lange afstand) - 37.35
- 2007: 20e WK - 37.58
- 2008: 49e WK (lange afstand) - 37.08